# Островіте (Битівський повіт)
Островіте (пол. Ostrowite, нім. Ostrowitt) — село в Польщі, у гміні Ліпниця Битівського повіту Поморського воєводства.
Населення — 261 особа (2011).
У 1975-1998 роках село належало до Слупського воєводства.

## Демографія
Демографічна структура станом на 31 березня 2011 року:
|          | Загалом | Допрацездатний вік | Працездатний вік | Постпрацездатний вік |
| -------- | ------- | ------------------ | ---------------- | -------------------- |
| Чоловіки | 134     | 49                 | 75               | 10                   |
| Жінки    | 127     | 39                 | 67               | 21                   |
| Разом    | 261     | 88                 | 142              | 31                   |